# Gromada Bujaków

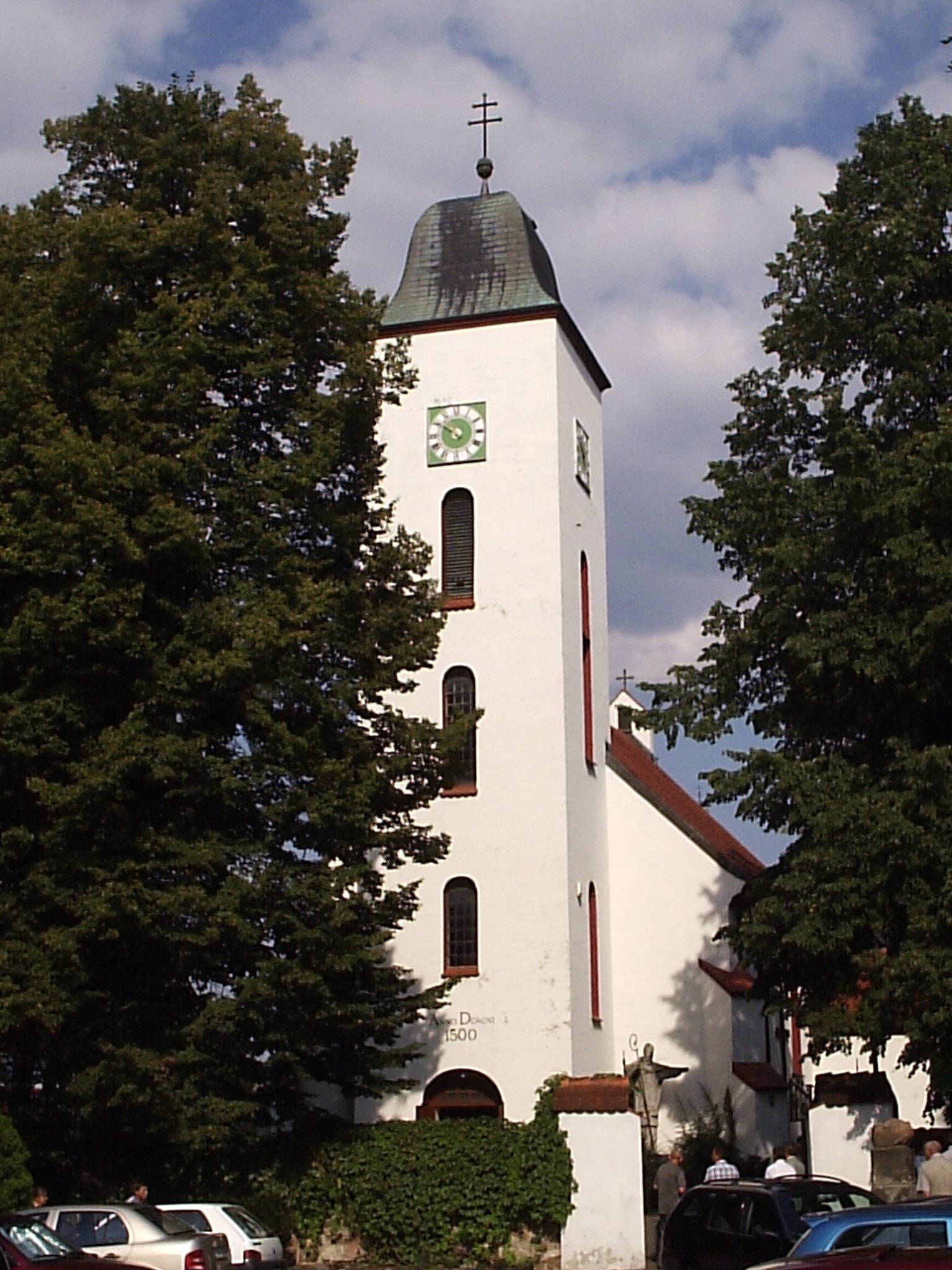
Nicolauskirche in Bujakow

Gromada Bujaków war eine Verwaltungseinheit in der Volksrepublik Polen zwischen 1954 und 1972. Verwaltet wurde die Gromada vom Gromadzka Rada Narodowa, dessen Sitz sich in Bujaków (heute Teil von Mikołów) befand und der aus 17 Mitgliedern bestand.

Die Gromada Bujaków gehörte zum Powiat Rybnicki in der Woiwodschaft Katowice (damals Stalinogród) und bestand aus den ehemaligen Gromada Bujaków der aufgelösten Gmina Chudów.

Die Gromada Bujaków bestand bis Ende 1972.